# Турецко-персидская война (1775—1776)
Турецко-персидская (Зендская) война ― вооружённый конфликт между Османской империей и Персией в 1775—1776 годы. Когда борьба между тюркской династией Афшар и иранской династией Зенд, начавшаяся как внутреннее дело Персии, закончилась в пользу последней, для Турции возникла угроза.
Карим-хан Зенд решил ударить по Османской империи после того, как она потерпела поражение от Российской империи в Русско-турецкой войне 1768―1774 годов. Карим-хан, который захватил власть в Персии, объявил войну Османской империи.
В 1775 году его войско, вторгшись в Ирак, отступило, разграбив окрестности Багдада, а затем восточную и юго-восточную Анатолию. Во время четырёхлетней войны Карим-хан не получил того, что хотел. Только город Басра оставалось оккупированным Персией около трех лет. Однако со смертью Карим-хана в 1779 году османские войска, воспользовавшись беспорядками в Персии, сумели отбить Басру.